# 卡洛斯·梅伦德斯 (政治家)
卡洛斯·梅伦德斯·拉米雷斯（西班牙語：Carlos Meléndez Ramírez，1861年2月1日—1919年10月8日），萨尔瓦多政治人物。

## 生平
卡洛斯·梅伦德斯·拉米雷斯出生于萨尔瓦多的地主家庭，早年为咖啡種植大戶。1913年，前任总统曼努埃爾·恩里克·阿勞霍遇刺身亡后，卡洛斯首次出任萨尔瓦多总统，期间曾一度将总统职位交给姐夫阿方索·基尼奧內斯·莫利納，1918年，卡洛斯因病卸任，由阿方索·基尼奧內斯·莫利納接替他再度出任萨尔瓦多总统。1919年10月，卡洛斯在美国接受治疗时于美国纽约逝世，时年58岁。
他的幼弟豪尔赫·梅伦德斯后来也在1919年至1923年出任萨尔瓦多总统。后世的历史学家通常将卡洛斯、豪尔赫及阿方索·基尼奧內斯·莫利納的统治时期称作“梅伦德斯和基尼奥内斯王朝”。